# Excelsior Estates
Excelsior Estates és una població dels Estats Units a l'estat de Missouri. Segons el cens del 2000 tenia 263 habitants.

## Demografia
Segons el cens del 2000, Excelsior Estates tenia 263 habitants, 95 habitatges, i 66 famílies. La densitat de població era de 461,6 habitants per km².
Dels 95 habitatges en un 44,2% hi vivien nens de menys de 18 anys, en un 51,6% hi vivien parelles casades, en un 12,6% dones solteres, i en un 30,5% no eren unitats familiars. En el 28,4% dels habitatges hi vivien persones soles el 6,3% de les quals corresponia a persones de 65 anys o més que vivien soles. El nombre mitjà de persones vivint en cada habitatge era de 2,77 i el nombre mitjà de persones que vivien en cada família era de 3,27.
Per edats la població es repartia de la següent manera: un 35% tenia menys de 18 anys, un 4,2% entre 18 i 24, un 36,5% entre 25 i 44, un 18,6% de 45 a 60 i un 5,7% 65 anys o més.
L'edat mediana era de 32 anys. Per cada 100 dones de 18 o més anys hi havia 98,8 homes.
La renda mediana per habitatge era de 26.667 $ i la renda mediana per família de 26.563 $. Els homes tenien una renda mediana de 38.125 $ mentre que les dones 15.500 $. La renda per capita de la població era de 13.286 $. Entorn del 15,4% de les famílies i el 16,9% de la població estaven per davall del llindar de pobresa.

## Poblacions més properes
El següent diagrama mostra les poblacions més properes.